# Chipagan
Ne doit pas être confondu avec Shippagan.
Chipagan était un village canadien situé dans le comté de Gloucester, au nord-est du Nouveau-Brunswick. Le village est victime du raid de Roderick MacKenzie en novembre 1761, où la plupart des habitants, des Acadiens, sont enlevés. Le marchand anglais Gamaliel Smethurst, qui avait été témoin d'une partie du raid à Népisiguit (Bathurst de nos jours) est au village du 6 au 7 novembre et note la présence de seulement six familles, dont la plupart des membres sont trop âgés ou malades. Selon l'historien William Francis Ganong, les indications données dans le récit de Smethurst démontrent que Chipagan était situé sur le site de Bas-Caraquet, et non à Shippagan.